# Weihwasserbecken (Rocles)

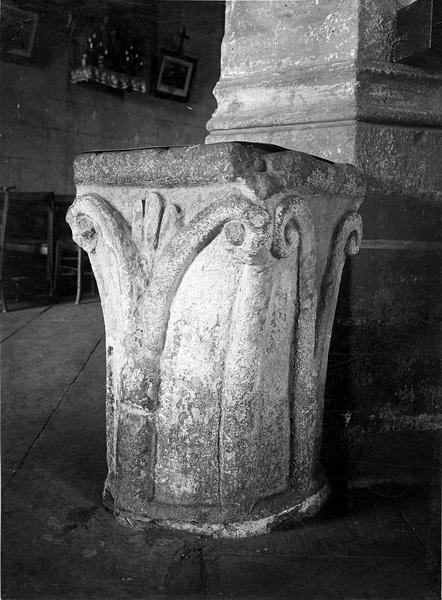
Weihwasserbecken in Rocles

Das Weihwasserbecken in der Kirche St-Saturnin in Rocles, einer französischen Gemeinde im Département Allier der Region Auvergne-Rhône-Alpes, wurde im 12. Jahrhundert geschaffen. Im Jahr 1918 wurde das romanische Weihwasserbecken als Monument historique in die Liste der denkmalgeschützten Objekte (Base Palissy) in Frankreich aufgenommen.
Das 80 cm hohe Becken aus Stein in Form eines Kapitells wird von Blattranken geschmückt.